# Alboloduy
Alboloduy è un comune spagnolo situato nella comunità autonoma dell'Andalusia.